# Denise Levertov
 (août 2019).
Si vous disposez d'ouvrages ou d'articles de référence ou si vous connaissez des sites web de qualité traitant du thème abordé ici, merci de compléter l'article en donnant les références utiles à sa vérifiabilité et en les liant à la section « Notes et références ».
Denise Levertov est une poétesse américaine d'origine anglaise née à Ilford, Essex, le 24 octobre 1923 et morte à Seattle le 20 décembre 1997.

## Biographie
Fille de militants antifascistes, elle est infirmière pendant la Seconde Guerre mondiale. Un premier recueil de poésie, The Double Image, est publié en 1946 aux éditions Cresset Press de Londres. En 1947, elle se marie avec Mitchell Goodman (en) et vit aux Etats-Unis à partir de 1948. Elle y est naturalisée en 1955. Le couple milite dans les années 1960, pour les droits civiques fondamentaux et contre l'enrôlement dans la guerre au Viet Nam. Après Here and Now, paru à San Francisco en 1956, elle publie de nombreux ouvrages de poésie et quelques essais et traductions de poésies (de Eugène Guillevic et Jean Joubert en particulier). Levertov  a enseigné à la Brandeis University, MIT et Tufts University. Elle a aussi  enseigné à la Stanford University, comme professeur d'anglais. En 1989, elle déménage de Somerville, Massachusetts vers Seattle, Washington, où elle vit près de Seward Park, Lake Washington.

## Œuvres

### Poésie
- The Double Image (1946)
- The Sharks (1952)
- Here and Now (1956)
- Overland to the Islands (1958)
- With Eyes at the Back of Our Heads (1959)
- The Jacob's Ladder (1961)
- O Taste and See: New Poems (1964)
- The Sorrow Dance (1967)
- Life At War (1968)
- At the Justice Department, November 15, 1969 (1969)
- Relearning the Alphabet (1970)
- To Stay Alive (1971)
- Footprints (1972)
- The Freeing of the Dust (1975)
- Life in the Forest (1978)
- Wedding-Ring (1978)
- Collected Earlier Poems 1940-1960 (1979)
- Candles in Babylon (1982)
- The May Mornings (1982)
- Poems 1960-1967 (1983)
- Oblique Prayers: New Poems (1984)
- Selected Poems (1986)
- Poems 1968-1972 (1987)
- Breathing the Water (1987)
- A Door in the Hive (1989)
- Evening Train (1992)
- A Door in the Hive / Evening Train (1993)
- The Sands of the Well (1996)
- The Life Around Us: Selected Poems on Nature (1997)
- The Stream & the Sapphire: Selected Poems on Religious Themes (1997)
- Living

### Prose
- The Poet in the World (1973)
- Light Up the Cave (1981)
- New & Selected Essays (1992)
- Tesserae: Memories & Suppositions (1995)
- The Letters of Denise Levertov and William Carlos Williams (1998)
- The Letters of Robert Duncan and Denise Levertov (2004).

### Prose / Essais
- La Forme organique, traduction de Isabelle Py Balibar, Les Cahiers des Brisants, 1988.

### Poésie
- Messe pour le Jour de St Thomas Didyme, suite extraite du recueil Candles in Babylon (1982), traductions de Raymond Farina, Po&sie, n°30, 1984
- Croissance d'un poète (Growth of a Poet), suite extraite du recueil The Freeing of the Dust (1975), traductions de Raymond Farina, Le journal des poètes, n°1-2, Bruxelles, 1986
- Les Habitants de l'Hermitage, La Devineresse, Le Glas, Paroles pour Soi, poèmes extraits du recueil Candles in Babylon (1982), traductions de Raymond Farina, Europe, n°681-682, 1987
- Un jour commence, traduction de Jean Joubert, Les Cahiers des Brisants, 1988.
- Suite de poèmes extraits du recueil Breathing the Water (1987), traductions de Raymond Farina, Action poétique, n° 112, 1988

- Poèmes, traduits de l'américain et présentés par Alain Bosquet, Actes sud, 1989
- Suite de poèmes extraits du recueil Breathing the Water (1987), traductions de Raymond Farina, D-Fiction, 2018